# Grandchamp-le-Château
Pour les articles homonymes, voir Grandchamp.
Grandchamp-le-Château est une ancienne commune française du département du Calvados, dans la région Normandie.
Grandchamp-le-Château est peuplée de 83 habitants.
Le 1er janvier 2017, elle prend le statut administratif de commune déléguée au sein de la nouvelle commune de Mézidon Vallée d'Auge de statut administratif commune nouvelle.

## Toponymie
Le nom de la localité est attesté sous la forme Grandis Campus en 1082 (cartulaire de la Trinité, f° 5).
La référence au château a été ajoutée en 1949.

## Histoire
Le 1er janvier 2017, Les Authieux-Papion intègre avec treize autres communes la commune de Mézidon Vallée d'Auge créée sous le régime juridique des communes nouvelles instauré par la loi no 2010-1563 du 16 décembre 2010 de réforme des collectivités territoriales. Les communes des Authieux-Papion, de Coupesarte, de Crèvecœur-en-Auge, de Croissanville, de Grandchamp-le-Château, de Lécaude, de Magny-la-Campagne, de Magny-le-Freule, du Mesnil-Mauger, de Mézidon-Canon, de Monteille, de Percy-en-Auge, de Saint-Julien-le-Faucon et de Vieux-Fumé deviennent des communes déléguées et Mézidon-Canon est le chef-lieu de la commune nouvelle.

## Politique et administration

### Liste des maires
| Période                                  | Période          | Identité       | Étiquette | Qualité          |
| ---------------------------------------- | ---------------- | -------------- | --------- | ---------------- |
| Les données manquantes sont à compléter. |                  |                |           |                  |
| 19 mai 1912                              | 23 décembre 1944 | Léon Chéron    |           |                  |
|                                          |                  |                |           |                  |
| avant 1981                               | 1983             | Marcel Chaplet | PS        |                  |
| 1983                                     | février 2006     | Bernard Bouvet | SE        |                  |
| février 2006                             | mars 2014        | Claude Gervais | SE        | Infirmier        |
| mars 2014                                | décembre 2016    | Pascal Gallet  | SE        | Cadre technicien |

### Liste des maires de la commune déléguée
| Période      | Période  | Identité      | Étiquette | Qualité               |
| ------------ | -------- | ------------- | --------- | --------------------- |
| janvier 2017 | mai 2020 | Pascal Gallet | SE        | Retraité              |
| mai 2020     | En cours | Irène Jarry   | SE        | Journaliste retraitée |

## Population et société

### Démographie
L'évolution du nombre d'habitants est connue à travers les recensements de la population effectués dans la commune depuis 1793. À partir du 1er janvier 2009, les populations légales des communes sont publiées annuellement dans le cadre d'un recensement qui repose désormais sur une collecte d'information annuelle, concernant successivement tous les territoires communaux au cours d'une période de cinq ans. 
Pour les communes de moins de 10 000 habitants, une enquête de recensement portant sur toute la population est réalisée tous les cinq ans, les populations légales des années intermédiaires étant quant à elles estimées par interpolation ou extrapolation. Pour la commune, le premier recensement exhaustif entrant dans le cadre du nouveau dispositif a été réalisé en 2005,.
En 2021, la commune comptait 83 habitants, en évolution de +18,57 % par rapport à 2015 (Calvados : +1,58 %, France hors Mayotte : +2,49 %).
| 1793 | 1800 | 1806 | 1821 | 1831 | 1836 | 1841 | 1846 | 1851 |
| ---- | ---- | ---- | ---- | ---- | ---- | ---- | ---- | ---- |
| 243  | 238  | 244  | 173  | 185  | 192  | 215  | 180  | 178  |

| 1856 | 1861 | 1866 | 1872 | 1876 | 1881 | 1886 | 1891 | 1896 |
| ---- | ---- | ---- | ---- | ---- | ---- | ---- | ---- | ---- |
| 140  | 154  | 167  | 149  | 141  | 164  | 179  | 229  | 139  |

| 1901 | 1906 | 1911 | 1921 | 1926 | 1931 | 1936 | 1946 | 1954 |
| ---- | ---- | ---- | ---- | ---- | ---- | ---- | ---- | ---- |
| 109  | 107  | 124  | 137  | 108  | 134  | 106  | 119  | 130  |

| 1962 | 1968 | 1975 | 1982 | 1990 | 1999 | 2005 | 2010 | 2015 |
| ---- | ---- | ---- | ---- | ---- | ---- | ---- | ---- | ---- |
| 119  | 108  | 101  | 88   | 79   | 69   | 58   | 68   | 70   |

| 2018 | - | - | - | - | - | - | - | - |
| ---- | - | - | - | - | - | - | - | - |
| 83   | - | - | - | - | - | - | - | - |